# 内隐学习
內隱學習（英語：Implicit learning），是在未察覺學習行為的情況下偶然地學習複雜資訊。

## 各種定義
早在1965年，Arthur Reber 就提出了内隐学习这一概念，在Reber看来，内隐学习就是在自己意识不到的情况下也就是所谓的无意识情况下获得环境中一些较为复杂的知识的过程，而在这个过程中，个体意识不到其改变自己的行为的内在规则是什么，但个体却实实在在的学会了这一种规则。
Lewicki、Czyzewska 和Hoffman（1978）则对内隐学习提出了另一种解释，他们认为内隐学习是指个体已经学习到了的某种知识，但是他们却不知道学到的是什么知识，在何时学到的，换一句话来说就是个体根本意识不到自己所学习到知识的情况。
Mathews (1989)则从另一个角度来剖析了内隐学习理论，他将学习的方式分为了内隐学习和外显学习两种，他认为内隐学习是不同于外显学习的另外一种学习模式，内隐学习是自动化的无意识的，而且能够更加有效更加快捷的发现学习内容与实际任务之间的不协调。
中国华东师范大学的心理学教授杨治良先生（1993）也在同期开始关注了内隐学习，并对内隐学习的定义加以辅助，杨治良教授提出了内隐学习的三高特征，分别是高选择力、高潜力和高效性。这对推进内隐学习的研究起到了很大的作用。
Cleeremans 和Jimenez (1996)主张如果知识是在无目的状态下获得的，并且能够无意识地影响行为，那么发生的应该是内隐学习。
Seger (1998)认为内隐学习(a)以一种偶然的方式发生，无需运用有意识的假设-检验策略，(b)无需被试获得足够的有意识的知识，它就能提高被试在测验中的成绩，(c)是新材料的学习，不涉及先前已有表征的激活，(d)是健忘症患者能够进行的学习。
Frensch (1998) 在对内隐学习概念实质分析的基础上提出，内隐学习是无目的、自动地获得事件或客体间的结构关系，也就是说，个体还没有意识到环境的结构关系，学习便发生了。
概括来说，上述各种定义主要在以下两点上存在分歧:(1) “内隐” 是指学习过程还是学习提取的过程；(2)“内隐” 是与“无意识” 、“无觉察” 同义还是与“无目的” 、“自动化”同义。